# 赫舍里氏
赫舍里氏（转写：Hešeri hala），为满族姓氏，位列满族八大姓之一，可追溯至唐末女真通用三十姓之一，金代称纥石烈氏。原为河名，因以为姓。金朝时期，完颜兀术女婿金源郡王纥石烈志宁、宰相纥石烈良弼、右副元帅纥石烈执中等皆出自该氏。其近世可考始祖为穆瑚禄都督，世居都英额，后相继迁居白河、哈达。穆瑚禄都督生子八人，依次为瑚新布禄、丹楚、达柱、岱音布禄、阿音布禄、拖灵阿、特赫讷、噶尔柱费扬古。明末清初之际，各支系主要定居于都英额、和多穆哈连、斋谷、哈达、叶赫等地，于后金崛起之际相继归附。清朝时期，以世居都英额的以硕色巴克什、大学士希福为始祖的正黄旗满洲赫舍里氏家族最为显赫，康熙朝辅政大臣索尼、大学士索额图、尚书帅颜保、尚书赫奕、孝诚仁皇后皆出自此一支系。民国以后，赫舍里氏多以赫、何为汉姓，其余多使用高、康、赫、张、芦、贺、索、英、郝、黑、佟、普、李、满等。

## 源流
赫舍里，辽金时代译为女石烈、纥石烈。有人依据黄维翰《渤海国记》中记述“渤海王姓大氏”，提出满洲“赫舍里氏”可能源于渤海国大氏的假设。其引证清代学者震钧《渤海国志》“仲象，本姓舍利。至祚荣，始称大氏”，“舍利，女真语泉水也。大者，女真语尊长之称。读为平声，索伦语则为都一音之转”并提出疑问“今满洲姓有赫舍里氏或为大氏之族乎？”，将其与渤海国王族联系起来。

## 清代主要世家

### 穆瑚禄都督大系

#### 都英額赫舍里氏

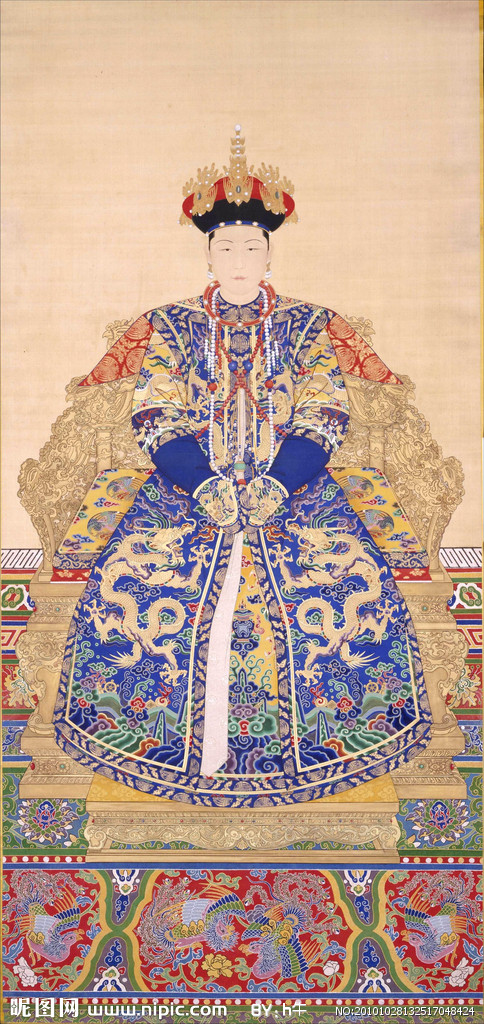
孝诚仁皇后赫舍里氏

正黄旗硕色为穆瑚禄都督第七子特赫讷之孙，世居都英额，早期同其弟希福等归附，清太祖努尔哈赤因硕色兼通满、汉、蒙文，赐号巴克什，令在文馆任职。其子索尼也兼通满汉蒙文，授吏部启心郎、授骑都尉，抵御哈达、从征锦州、北京、永平、大凌河、察哈尔、大同等地，优授三等男，入关后考核群臣功绩，晋二等子，遇恩诏晋至一等伯，历任内大臣、议政大臣兼内务府总管，为康熙初年四大辅臣之一，因此特晋一等公，其先前的一等伯爵位由其五子心裕承袭。心裕在康熙年间出任銮仪使、领侍卫内大臣及都统。索尼六子法保任内大臣，在索尼死后承袭一等公，因事革爵，后改袭心裕遗留的一等伯，此后，法保长子散秩大臣法尔萨承袭。索尼长子噶布喇任领侍卫内大臣兼世管佐领，因系孝诚仁皇后之父，特恩封一等公，几经辗转后亦由法尔萨所承袭，一等伯改令法尔萨之从弟散秩大臣灵德。此外，索尼庶子(第三子)索额图官至领侍卫内大臣、保和殿大学士、户部尚书为康熙朝重臣，后因罪革职。索尼一系的一等公爵及几个世爵承襲至清朝末年。希福亦因兼通满、汉、蒙文赐号巴克什，在文馆任职。因招抚有劳绩、从征北京、大凌河、锦州等地有功，授三等轻车都尉，任内弘文院大学士，任辽金元三史大总裁，遇恩诏加授一等轻车都尉，因历事三朝，顺治帝特授世袭三等子爵、官至议政大臣，其长子奇他特、孙费扬古、曾孙来仙、雯蔚等相继承袭。希福次子帅颜保任职漕运总督期间参与平定三藩之乱有功，后官至礼部尚书。帅颜保之子赫奕官至工部尚书、内务府总管。赫奕之子嵩寿后承袭一等子爵，为内阁学士，礼部侍郎，曾代表乾隆帝颁诏朝鲜。后由嵩寿之孙增保承袭子爵，官至头等侍卫。。
额尔德尼世居都英额，原姓那拉，通满、汉、蒙文，为满文创制者之一，赐号巴克什，清太宗皇太极令其归入大学士希福宗族，赐姓赫舍里氏。额尔德尼多次招降纳款有劳绩，授男爵世职，后因事革职，顺治帝念其创制文字之劳，赐谥文成，其子萨哈连任冠军使；孙萨哈达任头等侍卫、侍卫班领；曾孙伊灵阿任通政使司知事、满丕任笔帖式；元孙兴山任护军校。

#### 和多穆哈连赫舍里氏
正红旗拜音达理为穆瑚禄都督第五子阿音布禄元孙，世居和多穆哈连，早期率领百户归附，任扎尔固齐，麾下编勋旧佐领使其长子布颜统领，历任议政大臣、护军统领兼长史，授骑都尉加一云骑尉，其子额布亨袭职后加授二等轻车都尉，额布亨曾孙明福袭职时改骑都尉世职。拜音达理次子布尔萨海任护军校，入关有战功，授云骑尉世职，历任兵部侍郎、副都统。阿音布禄元孙海都任骁骑校，于建昌阵亡，赠云骑尉世职；索尔和任护军校，从征云南、江西阵亡，赠云骑尉世职。
东金为穆瑚禄都督之长子瑚新布禄曾孙，官至城守尉，其族弟海塞任三等侍卫，从征厦门阵亡，赠云骑尉世职，其次子图尔法等相继承袭；长子和锡屯任护军参领，从征厄鲁特噶尔丹有功授云骑尉世职。东金族弟穆成格任骁骑校，从征贵州郑成功部有功，授云骑尉世职。东金族弟罗多浑由北京征山东于郯城县先登，授云骑尉，后征山海关、太原府有功，授为骑都尉世职。
吴巴海为穆瑚禄都督第六子拖灵阿之孙，早年同兄弟来归，任佐领。其子瑚理布任前锋参领，征农民军生擒二十人、斩首二百零八级，授云骑尉，三遇恩诏加至三等轻车都尉，任前锋统领兼佐领，后征四川，拜为副将军阵亡，加赠太子少师。吴巴海之侄锡来任骁骑校，从征河南、江南等地屡立战功，于嘉兴先登，阵亡于昆山，赠云骑尉世职。锡来之侄吴礼任骁骑校，从征湖广、云南有功授云骑尉，后阵亡，加赠骑都尉世职。吴巴海之侄布达理任护军参领，由北京征山东，后从征河南、江南等地有功，于江西阵亡，赠骑都尉世职。

### 其他
正蓝旗宜巴理世居斋谷，历任内务府总管、议政大臣、位列十六大臣，任佐领统领汉人千余，身后由其二弟宜拜、四弟库尔禅各统其半。宜巴理之孙善图任佐领，从征察哈尔布尔尼有功，授云骑尉世职。宜拜授为云骑尉，从征锦州、山海关、太原等地有功，三遇恩诏加至三等男，官至都统兼议政大臣，其曾孙忠海袭时改为三等轻车都尉世职。库尔禅从征黑龙江、锦州、山海关、河南、江南等地有功，又遇恩诏加至三等男，官至任副都统。其曾孙丰爱袭时改为二等轻车都尉世职。库尔禅之孙蒙古尔岱任佐领，从征准噶尔阵亡，赠云骑尉世职。
车尔布赫世居哈达，其曾孙正蓝旗萨穆哈图从征北京,攻遵化首先登城，赐巴图鲁，授骑都尉。其叔莽吉图承袭时，因入关战功加一云骑尉世职。正黄旗包衣尼音塔哈任包衣佐领，入关击败农民军有功，授骑都尉世职。尼音塔哈同族镶蓝旗拜音岱之孙赖衮任内阁学士兼礼部侍郎，从征湖广有功授云骑尉世职。拜音岱之侄嵩祝官至文华殿大学士兼礼部尚书加太子太傅。镶蓝旗阿颜塔从征大同长安岭第三登城，入关时击败农民军有功授云骑尉，遇恩诏加至骑都尉，其子尼堪袭职两遇恩诏加至三等轻车都尉世职。镶黄旗舒瑚鲁之孙萨哈尔察任护军校，从征广东、云南立功，优授骑都尉世职。此外，镶黄旗郭和、迈图；正黄旗喀尔沁、托克锡；镶红旗贰构；正蓝旗岱音察等后人均因战功授云骑尉世职。
正红旗喀塔哈世居叶赫，其子阿尔赛任佐领，入关时因战功授骑都尉，三遇恩诏加至三等轻车都尉世职，因其后人无嗣停袭。正黄旗武尔佳齐元孙瑚什屯任护军校，于盘龙山阵亡，赠骑都尉世职。此外，镶黄旗音达浑、正白旗盖喀穆、正黄旗瑚禄、正红旗舒赛、赫勒、镶蓝旗巴达尔堪等后裔均因战功授云骑尉世职。
镶蓝旗包衣伯格世居辉发，任佐领，其长子苏尔玛任护军校、次子苏拜任委署护军校，均因从征浙江、福建等地有功授云骑尉世职。
正黄旗成固尔德世居黑龙江穆理哈村，其子奇郎阿由北京征山东，攻莱芜第二登城，授云骑尉，三遇恩诏加至三等轻车都尉，因无嗣，其弟殷达兰承袭，后殷达兰之子定绶承袭，历任副都统、将军，从征准噶尔于阿尔泰，晋至一等轻车都尉后，改任前锋统领，后于和通呼尔哈脑尔阵亡，赠一骑都尉。其子何义袭职时改为二等轻车都尉世职。
镶蓝旗文柱世居乌喇，其子他克都征山东时，梯攻南乐首先登城，赐巴图鲁号，授骑都尉，三遇恩诏加至二等轻车都尉。其子阿那达、弟叶库讷、侄吴达禅、侄孙乌尔丹相继承袭，因无嗣停袭。雍正帝特恩令乌尔丹亲甥萨克达氏富明阿降袭云骑尉世职。
镶黄旗萨弼图世居沙尔虎，从征北京、山东、河南、江南等地有功，授云骑尉世职。
镶黄旗乌雅纳世居瓦尔喀，其孙德禄征北京、山东，攻阴县首先登城，赐巴图鲁，授骑都尉世职。
正白旗胡鲁穆世居扎库木，其曾孙阿克苏尼从征浙江、福建立功，授云骑尉世职；楞格任委署护军校，从征浙江、福建、云南等处有功，授云骑尉世职。
镶蓝旗图尔哈世居塔山堡，其曾孙希佛任护军校，征云南、入缅有功，后于浙江阵亡，赠云骑尉世职。
滿清滅亡後，赫舍里氏的後裔，將姓氏改為「赫」或「何」姓。

## 近现代名人
- 《大公报》、天主教辅仁大学创始人英敛之为满洲正红旗人[19]。其子英千里为教育家，孙英若诚为翻译家，官至中华人民共和国文化部副部长，曾孙英达为著名导演。

- 松毓出身满洲镶蓝旗，为民主革命家[20]，其子何裕康为民初临时参议院议员。
- 赫崇本, 海洋学家，中国物理海洋学奠基人之一
- 赫冀成, 前东北大学校长
- 何篤霖，台灣男藝人
- 何守正，台灣前男子籃球運動員